# Jacques Réattu
Jacques Réattu (Arles, 3 agosto 1760 – Arles, 7 aprile 1833) è stato un pittore accademico francese.
Si dedicò prevalentemente alla pittura storica neoclassica.

## Biografia
Jacques Réattu nacque ad Arles nel 1760. Era il figlio adulterino del pittore Guillaume de Barrême de Châteaufort e di Catherine Raspal, sorella del pittore arlesiano Antoine Raspal. E fu proprio da quest'ultimo che il giovane Jacques apprese i primi rudimenti della pittura.
Nel 1775 Réattu entrò nell'"Accademia reale di pittura e scultura" e fu inizialmente allievo di Simon Julien (Tolone 1735 - Parigi 1800), poi, definitivamente, di Jean-Baptiste Regnault. Si votò, quindi, alla carriera di "Pittore Storico", che, nella classificazione dei generi pittorici di quel periodo, era considerato il genere più nobile. Tale aspirazione nacque quando Réattu ottenne il Gran Premio di pittura dell'Accademia, al quale mirava sin dal 1782, ma che vinse solo nel 1790. 
Questo successo gli permise di recarsi a Roma a Villa Medici e di soggiornarvi, pagato dalla Casa Reale, anche se proprio in quegli anni già soffiavano venti rivoluzionari. Difatti la situazione politica in Francia non gli permise di restare all'Accademia di Francia a Roma per i quattro anni previsti. Tuttavia Réattu fece in tempo a realizzare una delle sue opere più importanti: il "Prométhée protégé par Minerve et élevé au Ciel par le Génie de la Liberté dérobe le feu" ( Prometeo protetto da Minerva ed elevato al Cielo dal Genio della Libertà, ruba il fuoco), primo quadro a tema politico-rivoluzionario della sua produzione, seppur espresso attraverso un'allegoria mitologica.
Tornato in patria nel 1793, si fermò dapprima a Marsiglia, dove ottenne nel 1795 l'incarico per la decorazione del "Tempio della Ragione", formata da dieci tele monumentali dipinte in grisaglia ad imitazione dei bassorilievi che illustravano gli ideali rivoluzionari. Nel 1798 tornò definitivamente ad Arles dove acquisì la totalità dei lotti del Gran Priorato dell'Ordine di Malta i cui beni erano stati confiscati e venduti nel 1893. Fu lì che Réattu installò il suo atelier personale.
Dal 1802 al 1819, Jacques Réattu si dedicò alla gestione del suo patrimonio fondiario e riprese a dipingere solo nel 1819 impegnandosi in uno dei periodi più fecondi della sua carriera, con grandi progetti di decorazioni, in particolare di teatri e municipi a Marsiglia, Nîmes e Lione. Parallelamente a queste grandi realizzazioni egli riprese a dipingere le sue opere d'ispirazione storico-mitologica.
 
Infine, a partire dal 1826, affrontò la sua prima e unica grande decorazione a tema religioso, per la chiesa di Saint-Paul di Beaucaire.
Jacques Réattu morì nel 1833, mentre lavorava a quest'ultima opera, avendo realizzato solo tre pitture delle cinque previste. Aveva 73 anni.

## Alcune opere
- Daniel faisant arrêter les vieillards accusateurs de la chaste Suzanne , École des beaux-arts di Parigi. Esposto al Museo Réattu di Arles.
- La mort d'Alcibiade (opera incompiuta), Museo Réattu di Arles,
- Le Triomphe de la civilisation, Kunsthalle, Amburgo.
- Orphée aux Enfers (disegno), Museo del Louvre, Stanza dei disegni e delle arti grafiche, Parigi.

## Galleria d'immagini

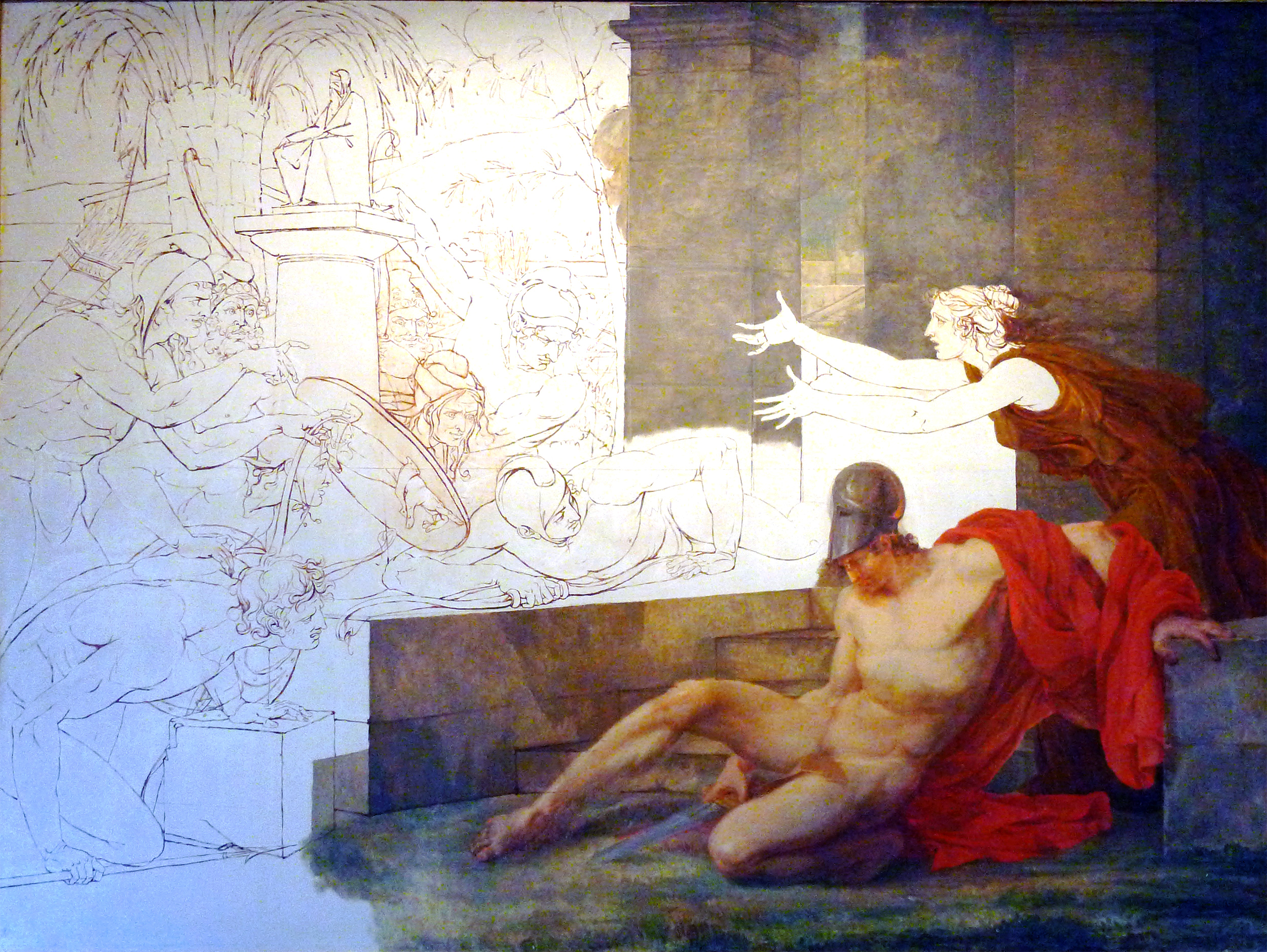
Morte di Alcibiade (incompiuto)
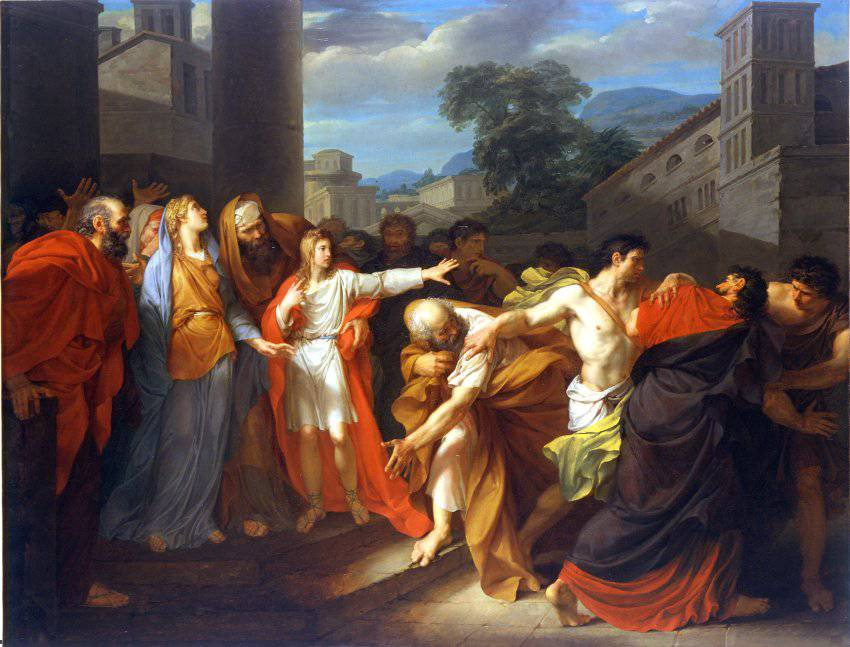
Daniele fa arrestare i vecchi accusatori di Susanna
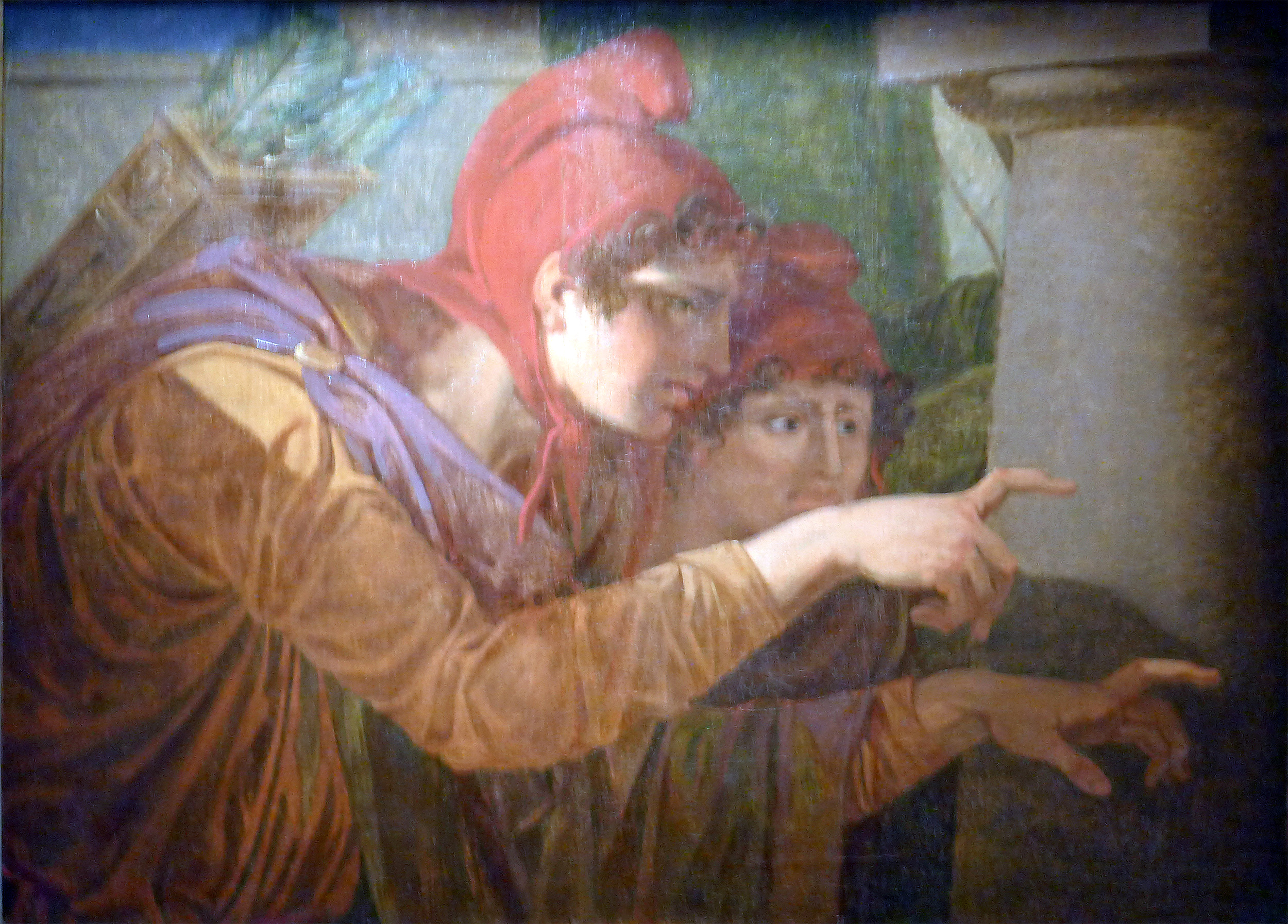
Studio di personaggi
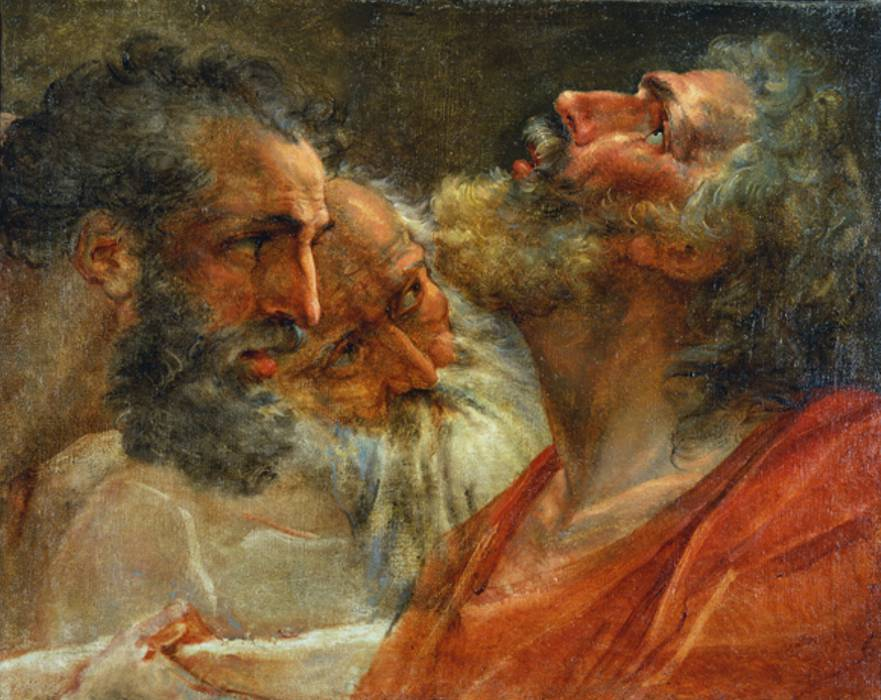
La resurrezione di Utica
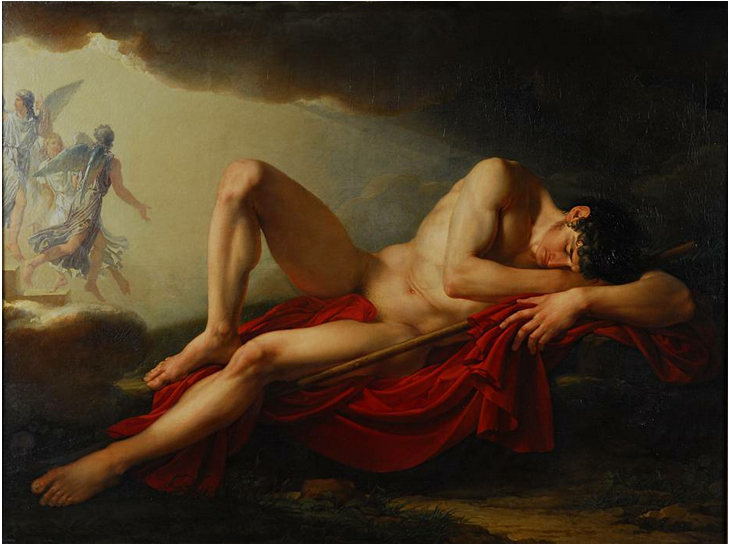
Il sogno di Giacobbe

## Collegamenti esterni

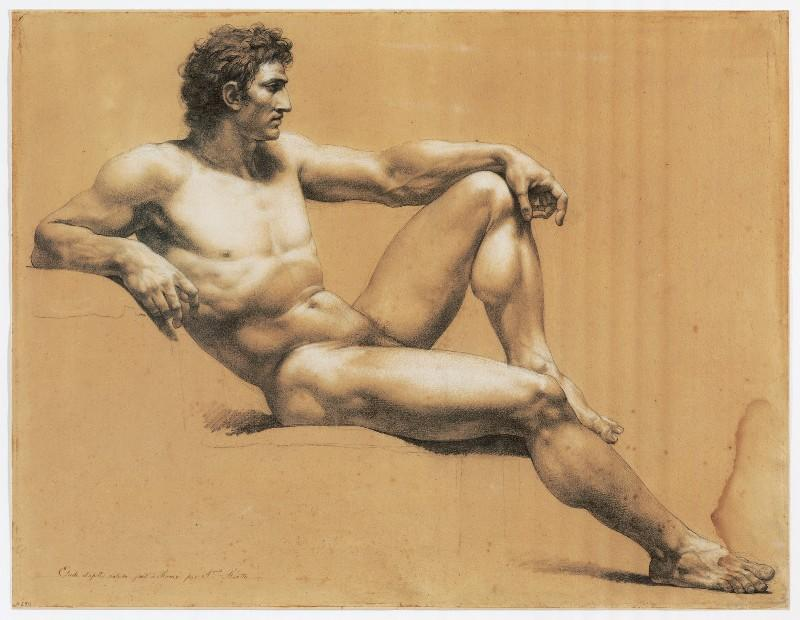
Studio